# 恩图曼

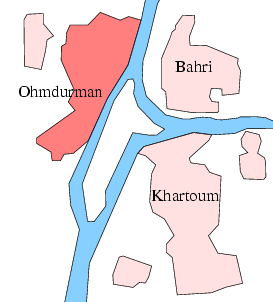
恩图曼及喀土穆、北喀土穆（Bahri）两城的位置关系

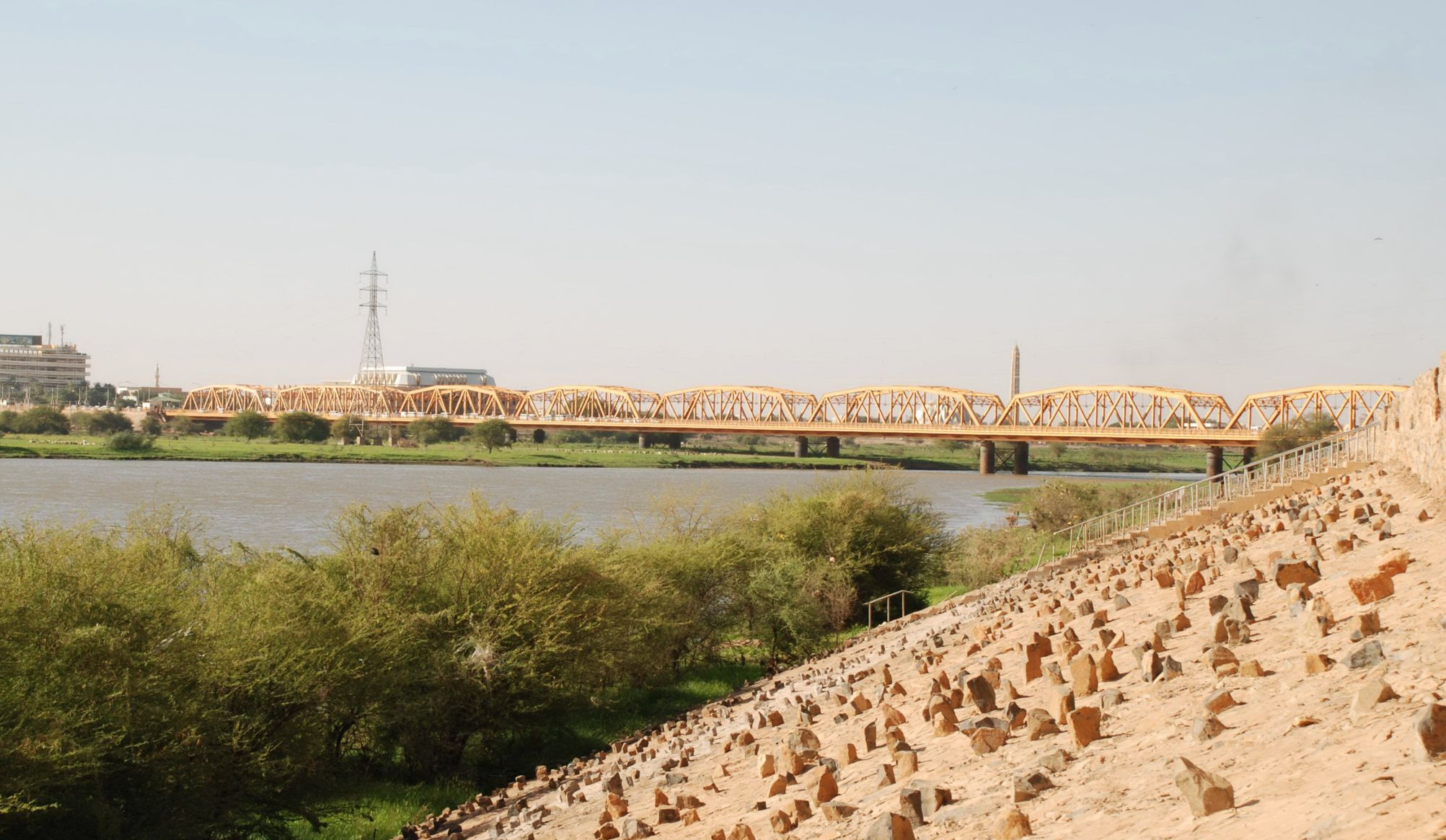
尼罗河上的桥梁，连接恩图曼及喀土穆

恩图曼（阿拉伯语：‎，羅馬化：Umm Durmān），又译乌姆杜尔曼，苏丹喀土穆州的一座城市，位于尼罗河西岸，与喀土穆和北喀土穆隔河相望，三地有桥梁相连。
恩图曼的人口约为300万人（2007年），是苏丹人口最多的城市，又常与被视为首都的三个镇之一（另外两个为喀土穆和北喀土穆）， 三镇共同组成苏丹的文化和工业中心，其中恩图曼的商业比较发达。

## 历史
19世纪末的马赫迪起义曾以此为都城。1884年，穆罕默德·艾哈迈德自称马赫迪，以当时还是村庄的恩图曼为总部，1885年包围在喀土穆的英军。之后其后继者阿卜杜拉·伊本·穆罕默德称哈里发，继续以恩图曼为都，因此恩图曼逐渐成长为城市，但其后英军指挥官基奇纳伯爵在1898年恩圖曼戰役中使用马克沁机枪大败马赫迪军，英国巩固了其在英埃苏丹的殖民统治。虽然在该次战役中恩图曼受到了严重破坏，但其后恢复。

## 人口
| 年份              | 人口      |
| ----------------- | --------- |
| 1909年 (人口普查) | 42.779    |
| 1941年            | 116.196   |
| 1956年            | 113.600   |
| 1973年            | 299.399   |
| 1983年            | 526.284   |
| 1993年            | 1.271.403 |
| 2007年(估計)      | 3.127.802 |
| 2008年            | 2.395.159 |
| 2010年            | 2.577.780 |

## 军事
恩图曼有瓦迪赛义德纳机场，在二战中曾为盟军机场，如今为苏丹空军的军事基地。